# Снајке
Снајке је српски ријалити-шоу који се емитовао од 23. септембра до 25. децембра 2016. године на Хепи ТВ. Циљ учесника овог ријалитија је да за неколико месеци покушају да превазиђу сва избацивања како би дошли до финалне епизоде ријалитија, у којој ће покушати освојити прво место и новчану награду.

## 1. сезона
Прва сезона Снајки почела је 23. септембра 2016. године на Хепи телевизији у 21 сат. Трајала је 94 дана и завршила се 25. децембра 2016.

### Водитељи
- Јована Јеловац Цавнић, главна, бр. 1, водила емисију "улазак у вилу" (1. дан)
- Јована Јеремић, главна, бр. 2, водила емисију "ФИНАЛЕ" (94. дан)

### Учесници
- Маја Абрамовић
- Александра Сандра
- Аља Лупу
- Милица Миљковић
- Сузана Петровић Блонди
- Цеца Јовановић
- Мајра Морено
- Кристина Живковић
- Далила Карић
- Јасмина Мина Мијатовић
- Душица Мартић
- Драгана Рогуљић
- Милутин Мили Радосављевић
- Маријана Зоњић
- Срђан Савић
- Ивона Пауновић
- Теодора Радоичић
- Марко Перовић
- Младен Вулетић
- Андријана Векић
- Александра Суботић
- Андрија Ера Ојданић
- Ивона Пауновић

| Сезона | Почетак             | Крај               | Дани | Место            | Место              | Место                       | Место |
| ------ | ------------------- | ------------------ | ---- | ---------------- | ------------------ | --------------------------- | ----- |
| Сезона | Почетак             | Крај               | Дани | Прво             | Друго              | Треће                       |       |
| 1      | 23. септембар 2016. | 25. децембар 2016. | 94   | Теодора Радоичић | Александра Суботић | Милутин "Мили" Радосављевић |       |